# Cross harp
Cross harp es una técnica de armónica, propia del blues.

## Descripción
Las armónicas diatónicas están preparadas para tocar en las escalas de dicho tipo. Una armónica diatónica tipo, afinada en Do (C) tiene la siguiente distribución de agujeros:
La técnica Cross harp, consiste en utilizar escalas en el modo mixolidio, obtenidas entre el agujero 2 aspirado (draw) y el 6 soplado (blow), cuya fundamental está una quinta por encima (o una cuarta por debajo) de la tonalidad de la armónica. De este modo, por ejemplo, se usa una armónica en Do (C) para ejecutar un tema en Sol (G).
Esta posición, llamada segunda posición, permite usar de un modo más eficiente los bends de los agujeros 1 a 6, lo que supone que la escala del blues se logra aspirando la mayoría de las notas, en lugar de soplando, logrando de esa forma la vocalización y distorsión del sonido. Ello hace de esta técnica la favorita de los músicos de blues.
Fue Sonny Boy Williamson I quien impulsó esta técnica y la generalizó entre los músicos de Chicago, al igual que hizo con la técnica del Double step, es decir, tocar dos notas a la vez, para crear efectos rítmicos.